# 白石駅 (JR北海道)

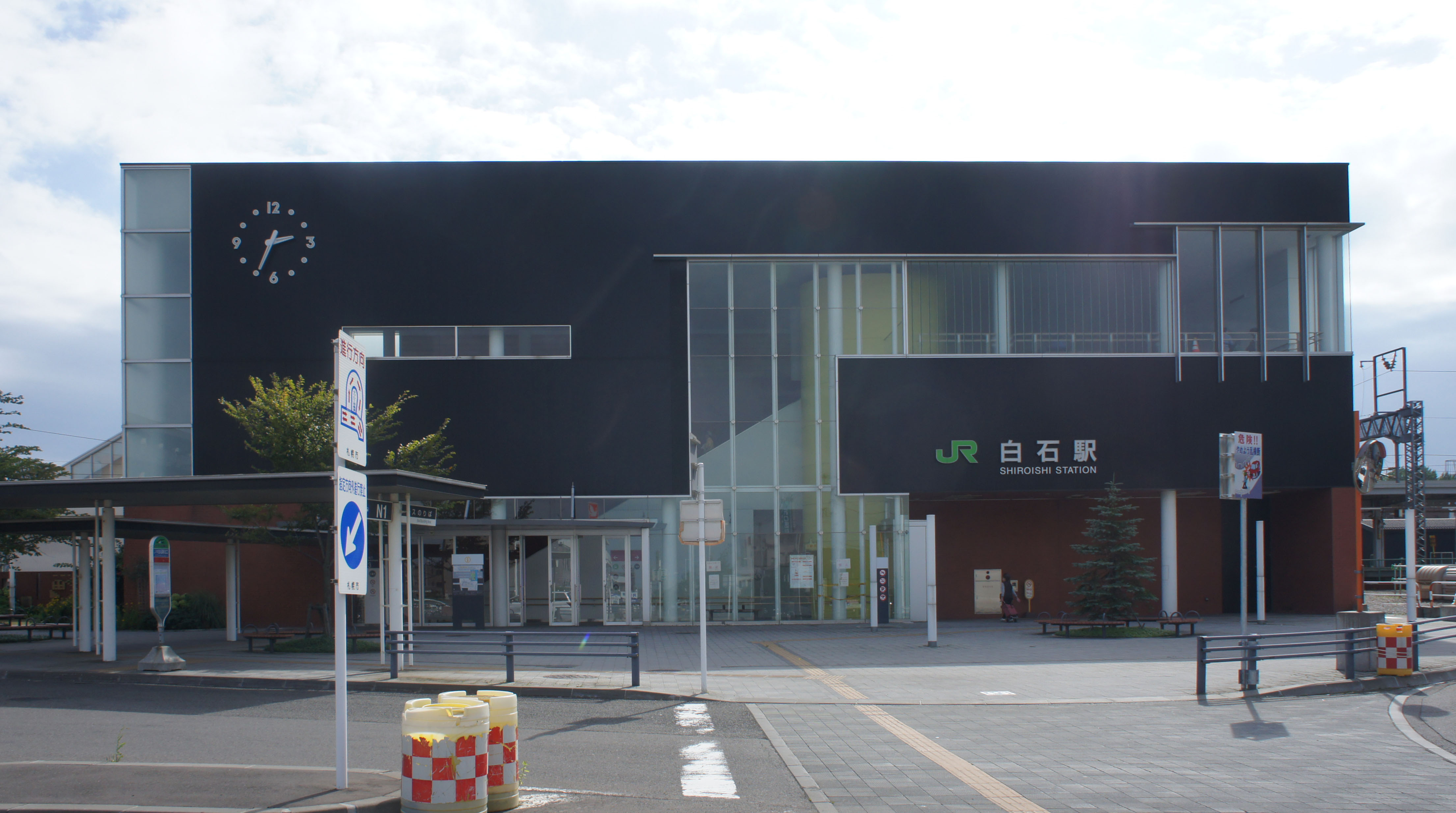
北口（2018年8月）

白石駅（しろいしえき）は、北海道札幌市白石区平和通3丁目北にある、北海道旅客鉄道（JR北海道）の駅である。駅番号はH03。電報略号はシイ。事務管理コードは▲130126。

## 乗り入れ路線
函館本線を所属線としており、千歳線を加えた2路線が乗り入れている。当駅はJR北海道の基本計画上での千歳線の終点であるが、千歳線の列車は全て函館本線に乗り入れて札幌駅へ直通する。当駅から札幌駅までは複々線となっており、函館本線系統（外側2線）・千歳線系統（内側2線）がそれぞれ別々の線路を使用する。
札幌市営地下鉄東西線にも同名の白石駅があるが、両駅は約1.6 km離れた別の場所にあり、乗換駅とはなっていない。事故・トラブル等によるJR線運転見合わせ時の振替輸送駅にも指定されていない。同駅へ連絡するバスについては「#バス路線」節を参照。

## 歴史

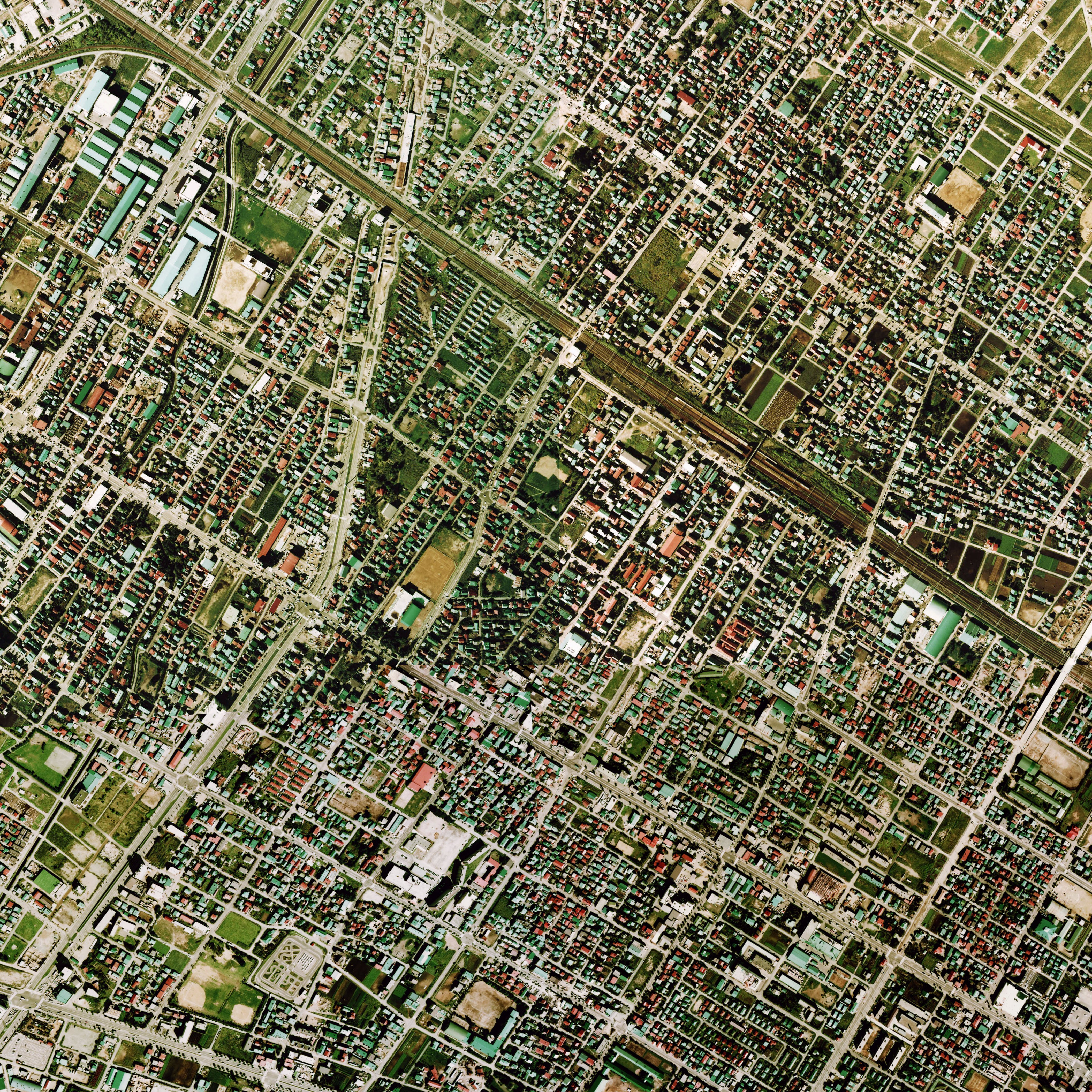
1976年の白石駅と周囲約2km範囲。左が札幌方面。厚別駅と同様、かつては下端中央に陸軍兵器補給廠の軍用駅があり、当駅の厚別側から軍用線が敷かれていた。国土地理院 地図・空中写真閲覧サービスの1948年米軍撮影航空写真 USA-R246-177 でその軌道を確認することができる。また札幌寄りの現在の道道89号環状通の陸橋が建設されている辺りから東札幌駅に向けて、白石駅に乗り入れていた定山渓鐵道が国鉄線脇から分かれていたが、1971年の写真ではまだ確認することのできた軌道跡は跡形も残されていない。本線左上には当時貨物駅であった東札幌駅からの貨物専用線が合流している。この白石駅方面への合流線は1968年に敷かれたもの。

- 1882年（明治15年）11月13日：官営幌内鉄道の駅（フラグ・ステーション）として開業[1]。
- 1883年（明治16年）：休止[1]。
- 1888年（明治21年）：営業再開[1]。
- 1889年（明治22年）12月11日：北海道炭礦鉄道に譲渡[1]。
- 1890年（明治23年）9月5日?：廃止[1]。
- 1903年（明治36年）4月21日：再開業[1]。一般駅[1]。
- 1906年（明治39年）10月1日：北海道炭礦鉄道の鉄道路線国有化により、鉄道院（国鉄）に移管[1]。
- 1918年（大正7年）10月17日：定山渓鉄道線開通。
- 1945年（昭和20年）3月1日：定山渓鉄道線の白石駅 - 東札幌駅間廃止許可。
- 1968年（昭和43年）
  - 6月14日：駅舎改築[新聞 1]。
  - 7月1日：貨物の取り扱いを廃止[1]。
  - 10月1日：函館本線貨物支線、白石 - 東札幌間開業[3]。
- 1970年（昭和45年）10月25日：東北本線白石駅と姉妹駅提携。
- 1973年（昭和48年）9月9日：千歳線の新線切り替えに伴い、千歳線直通列車の乗り入れ開始[5]。苗穂方面複々線供用開始。島式ホーム方面別2面4線、本屋寄り東札幌 - 札幌貨物ターミナル間連絡線1線の施設となる。
- 1985年（昭和60年）3月14日：荷物の取扱いを廃止[1]。
- 1986年（昭和61年）11月1日：函館本線貨物支線、白石 - 東札幌間廃止[3]。
- 1987年（昭和62年）4月1日：国鉄分割民営化により、北海道旅客鉄道（JR北海道）の駅となる[5]。
- 1988年（昭和63年）6月：カートレイン積み下ろし設備を新設[6]。
- 1992年（平成4年）7月：快速エアポート運転開始に伴い旧上下副本線跡に千歳下り本線を新設、通過線とし既存千歳下り札幌方面本線を下り副本線に配線変更。
- 1998年（平成10年）12月7日：自動改札機設置[新聞 2][7]。
- 2003年（平成15年）2月：新駅舎を含む駅周辺整備計画を基本合意[8]。
- 2007年（平成19年）
  - 4月：駅周辺整備事業着工[8]。
  - 10月1日：区間快速「いしかりライナー」全列車が停車するようになる[報道 1]。
- 2008年（平成20年）
  - 1月：駅東側のカートレイン発着所が解体される。
  - 12月16日：北口バス乗り場開設。
  - 10月25日：ICカード「Kitaca」供用開始[5]。
- 2009年（平成21年）4月24日：JR白石駅周辺整備事業のうち、橋上駅舎建設に着手[報道 2]。
- 2011年（平成23年）1月30日：JR白石駅周辺整備事業のうち、自由通路の供用と橋上駅舎の使用を開始[報道 3][報道 4][新聞 3]。

## 駅構造

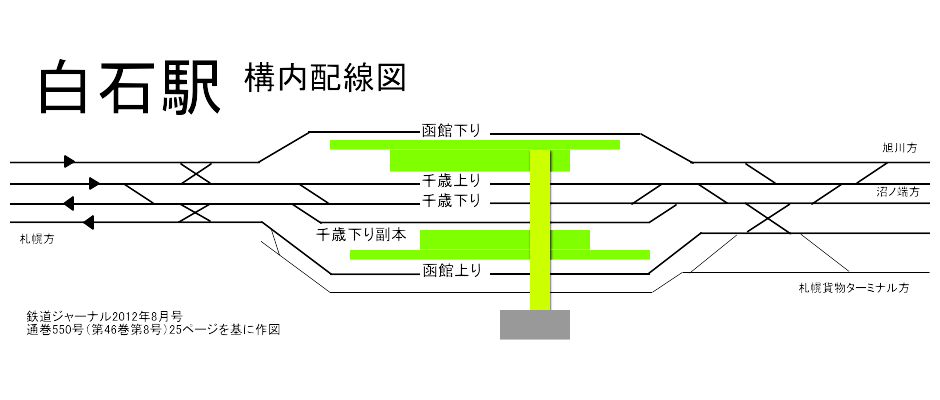
配線図

方向別の島式ホーム2面4線の他に2線を有する橋上駅。ホームの付番は、南口側から2、3、5、6番線となっている。
- 2番線の南側にホームの無い線路があり、試運転列車の一時留置に使用されている他、東側は札幌貨物ターミナル駅に連絡している。
  - 地上駅だった頃のこの線は、1968年（昭和43年）から1986年（昭和61年）には東札幌駅と札幌貨物ターミナル駅との間で運転されていた貨物列車にも使用されていて、駅舎に接する単式ホームの状態ではあったが、旅客を扱わないため柵が設けられていた。
  - 1988年（昭和63年）のカートレイン運行により旅客を扱えるよう改良され、1番線となった。カートレイン以外にサイクルトレインや団体列車の乗降でも使用されていたが、2009年（平成21年）に橋上駅化工事のため再び柵が設けられ、旅客扱いはされなくなった。
- 3番線と5番線の間にはホームのない中線があり、千歳線下り列車の通過線として使用されている。千歳線下りの普通列車の一部は、当駅で快速「エアポート」・特急列車の通過待ちを行う。また3番線発着列車のうち、白石駅発車後に渡り線を渡って函館本線の上り線路を走る列車が日中を中心に数本ある。

直営駅でみどりの窓口、話せる券売機、自動改札機が置かれている。待合室にセブン-イレブン（北海道キヨスク運営、Kioskから転換）、自由通路内にパン屋がある。
駅の東側にはカートレイン発着所があったが、2008年（平成20年）1月に解体された。その後、パークアンドトレインの駐車場や、橋上駅化工事の控地として利用された。

### のりば
| 番線 | 路線      | 方向 | 行先                   |
| ---- | --------- | ---- | ---------------------- |
| 2    | ■函館本線 | 上り | 札幌・小樽方面         |
| 3    | ■千歳線   | 下り | 札幌・小樽方面         |
| 5    | ■千歳線   | 上り | 新千歳空港・苫小牧方面 |
| 6    | ■函館本線 | 下り | 江別・岩見沢方面       |

（出典：JR北海道:駅の情報検索）

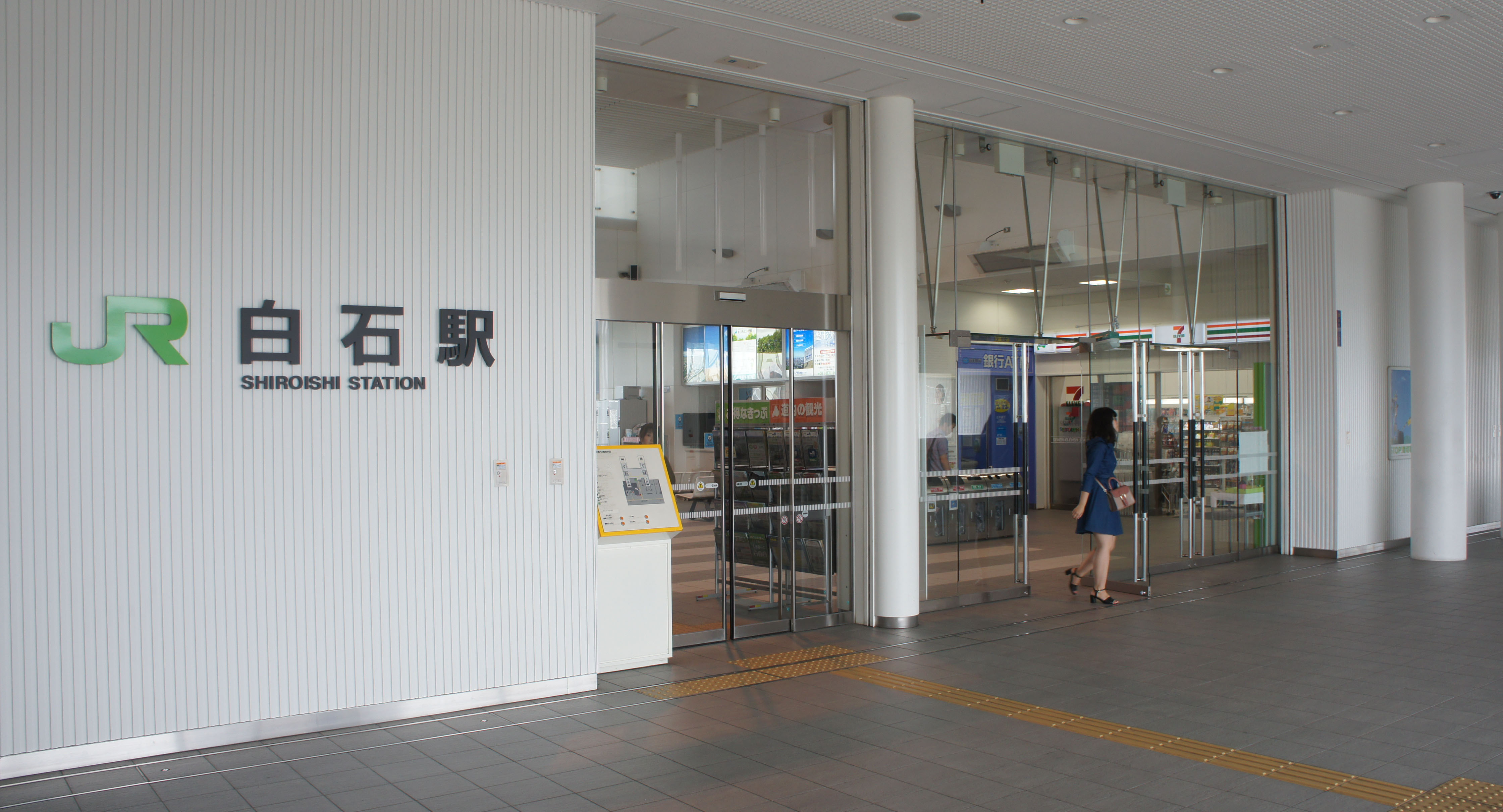
駅連絡口（2018年8月）
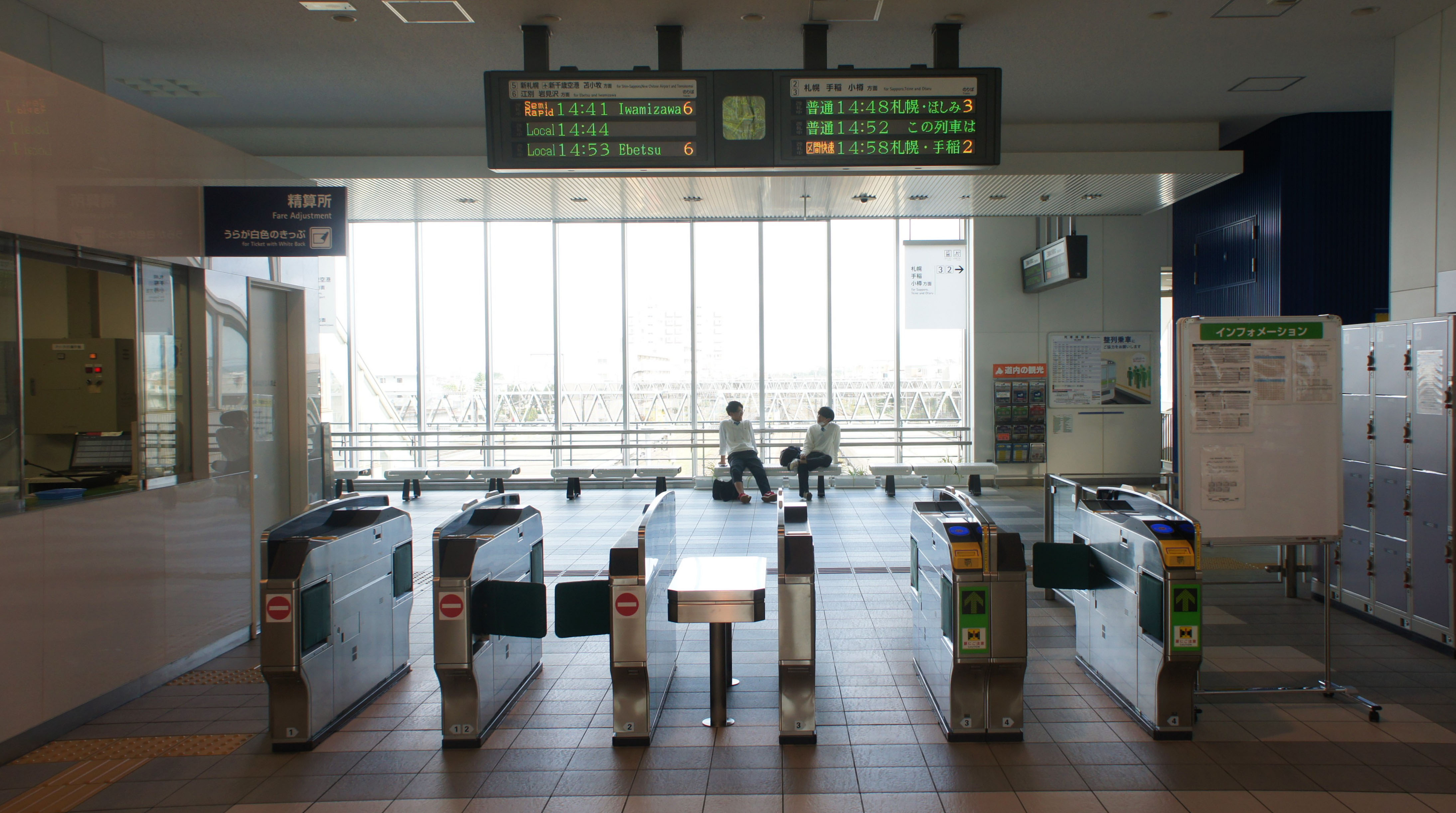
改札口（2018年8月）
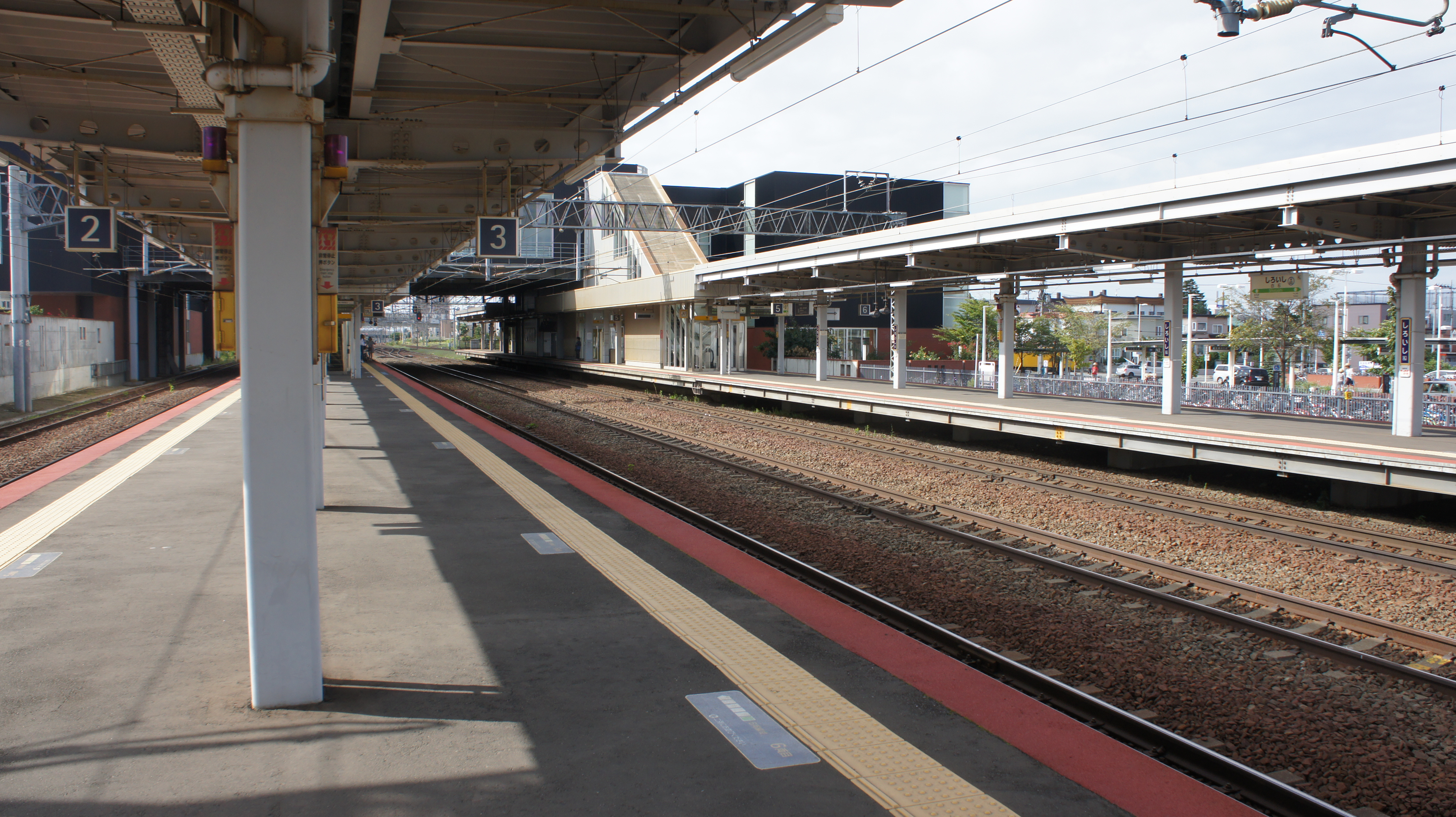
ホーム（2018年8月）

## 利用状況
2023年（令和5年）度の1日平均乗車人員（乗り換え客を含めない数）は7,337人である。利用者の増加が著しく、2013年（平成25年）には大麻・北広島の2駅を抜いたが、2023年現在は同社で利用者数が10番目に多い駅である。
近年の1日平均乗車人員の推移は以下の通りである。
| 年度               | 1日平均 乗車人員 | 出典       |
| ------------------ | ---------------- | ---------- |
| 1970年（昭和45年） | 2,273            | [ 10 ]     |
| ：                 |                  |            |
| 1975年（昭和50年） | 3,502            | [ 10 ]     |
| ：                 |                  |            |
| 1980年（昭和55年） | 3,436            | [ 10 ]     |
| ：                 |                  |            |
| 1985年（昭和60年） | 3,850            | [ 10 ]     |
| ：                 |                  |            |
| 1990年（平成02年） | 5,263            | [ 10 ]     |
| ：                 |                  |            |
| 1995年（平成07年） | 6,588            | [ 10 ]     |
| ：                 |                  |            |
| 2000年（平成12年） | 6,036            | [ 10 ]     |
| 2001年（平成13年） | 6,008            | [ 10 ]     |
| 2002年（平成14年） | 6,013            | [ 10 ]     |
| 2003年（平成15年） | 6,170            | [ 10 ]     |
| 2004年（平成16年） | 6,118            | [ 10 ]     |
| 2005年（平成17年） | 6,186            | [ 10 ]     |
| 2006年（平成18年） | 6,366            | [ 10 ]     |
| 2007年（平成19年） | 6,510            | [ 10 ]     |
| 2008年（平成20年） | 6,579            | [ 10 ]     |
| 2009年（平成21年） | 6,556            | [ 10 ]     |
| 2010年（平成22年） | 6,662            | [ 10 ]     |
| 2011年（平成23年） | 7,258            | [ 10 ]     |
| 2012年（平成24年） | 7,507            | [ 10 ]     |
| 2013年（平成25年） | 7,807            | [ 10 ]     |
| 2014年（平成26年） | 7,868            | [ 10 ]     |
| 2015年（平成27年） | 7,928            | [ 10 ]     |
| 2016年（平成28年） | 8,077            | [ 10 ]     |
| 2017年（平成29年） | 8,182            | [ 新聞 4 ] |
| 2018年（平成30年） | 8,285            | [ 10 ]     |
| 2019年（令和元年） | 8,418            | [ 10 ]     |
| 2020年（令和02年） | 6,622            | [ 11 ]     |
| 2021年（令和03年） | 6,556            | [ 12 ]     |
| 2022年（令和04年） | 7,029            | [ 13 ]     |
| 2023年（令和05年） | 7,337            | [ 9 ]      |

## 駅周辺

### 南側
旧白石村の中心市街地に隣接している歴史的経緯から、商業地域として発展してきた。駅前にはコンビニエンスストア（セイコーマート・ローソン）といくつかの商店・飲食店等だけがあるほか、国道12号までの約700 mの間にはスーパーマーケットや薬局が存在している。
- 白石警察署白石中央交番
- 札幌白石郵便局
- 白石本通北郵便局
- 北門信用金庫白石支店
- 北海道信用金庫白石支店
- 北洋銀行白石中央支店
- 札幌市農業協同組合（JAさっぽろ）白石支店
- ビッグハウス白石店
- ツルハドラッグ平和通店
- スーパーアークス 白石店
- 白石中央病院

### 北側
都市化が進む前は畑地が広がる地帯であったが、住宅街となった。後述のJR白石駅周辺整備事業の工事中であり、至便となる施設は見られない。道道864号北13条北郷通までは約350 m。
- 白石警察署北郷交番
- 白石北郷東郵便局
- 北洋銀行北郷支店
- 北海道銀行北郷支店
- 小規模多機能型居宅介護事業所サンライズ/サービス付き高齢者向け住宅サンライズ2
- セイコーマート白石駅北口店
- 北海道聖書学院
- 日本福音キリスト教会連合札幌聖書キリスト教会
- コープさっぽろ きたごう店

### JR白石駅周辺整備事業
札幌市によりJR白石駅周辺の整備事業が進められている。事業案の内容は以下の通りである。
1. 白石駅を橋上駅に建替え。高齢者・障害者などへの配慮としてエレベーター・エスカレーターを設置する。
2. 歩道橋に代わり自由通路を建設。鉄道で事実上分断されている南側と北側の往来を活発にし、南北のアクセスの悪さを解消する。
3. 南口広場を拡張し、北口にも駅前広場を新設。それぞれ駐輪場のほか、バス発着場・タクシープールも再整備される。
4. 北口広場からの道路利便性を考慮し、同広場から北13条北郷通りまでの間に白石駅北通が開通した。
5. かつて駅周辺にレンガ工場があったことから、広場モニュメントにレンガが使用されている。

2005（平成17）年度から翌年度は設計および周辺住民への説明・用地補償が中心で、実際の工事は2009年（平成21年）4月から開始した。2011年（平成23年）1月30日に橋上駅舎の供用が開始された後は、旧駅舎の解体やホーム有効長の延伸が進められる予定である。なお、駅舎の供用を記念して硬券の記念入場券や記念オレンジカードが発売された。

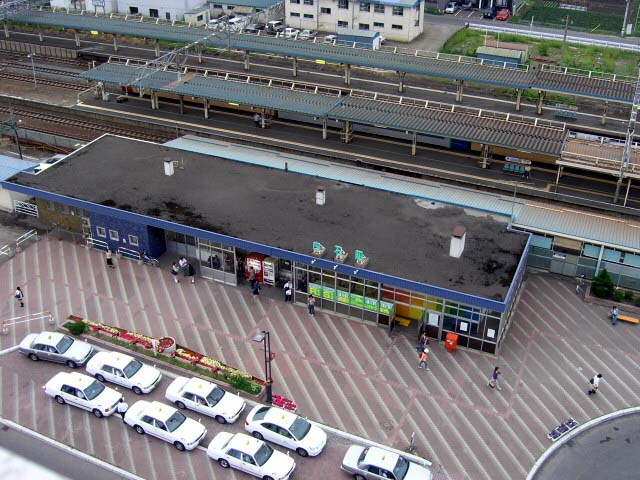
2011年1月までの旧駅舎（2004年6月）
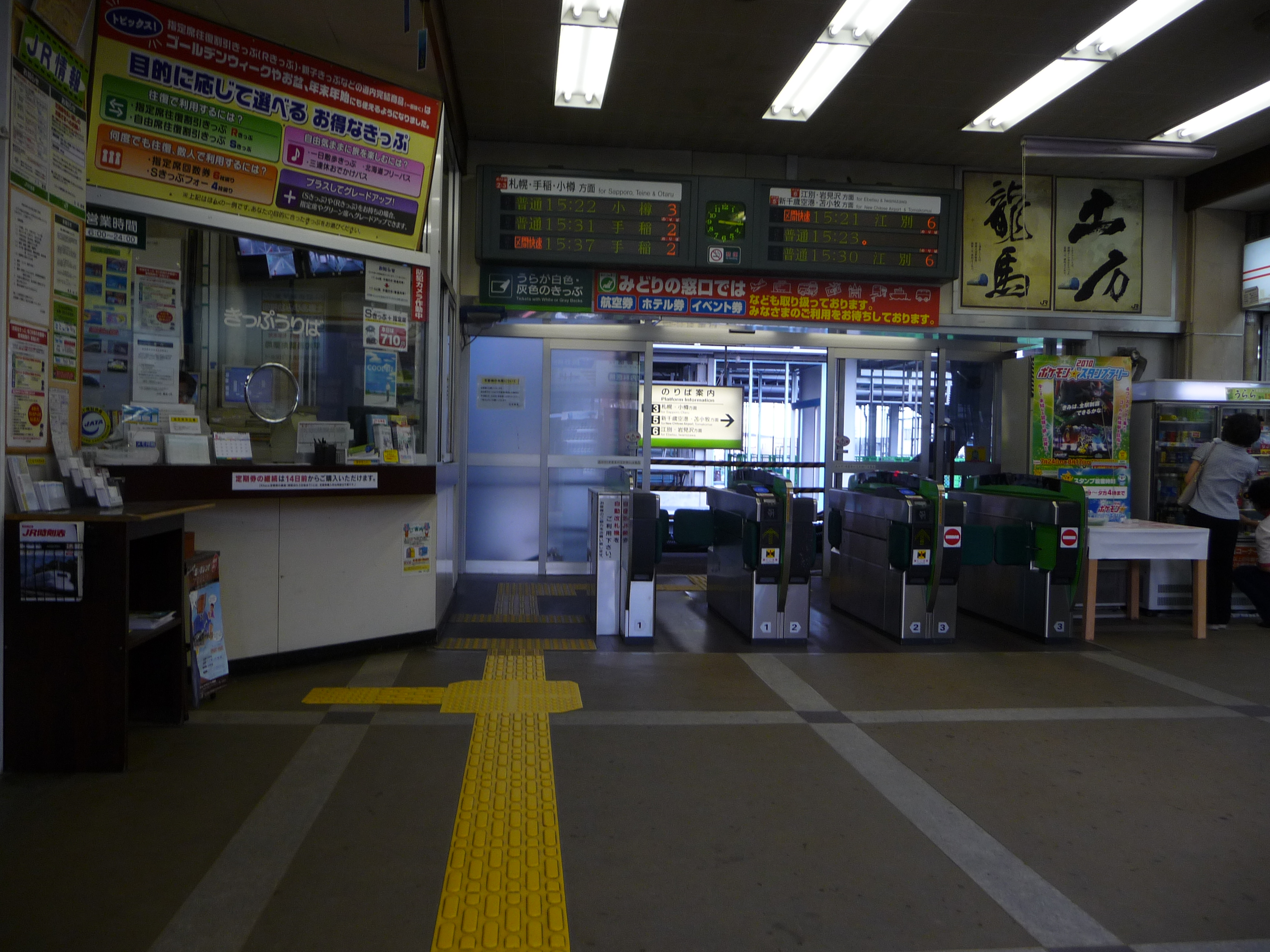
旧駅舎にあった改札口（2010年8月）

## バス路線
路線は2023年（令和5年）12月1日現在。

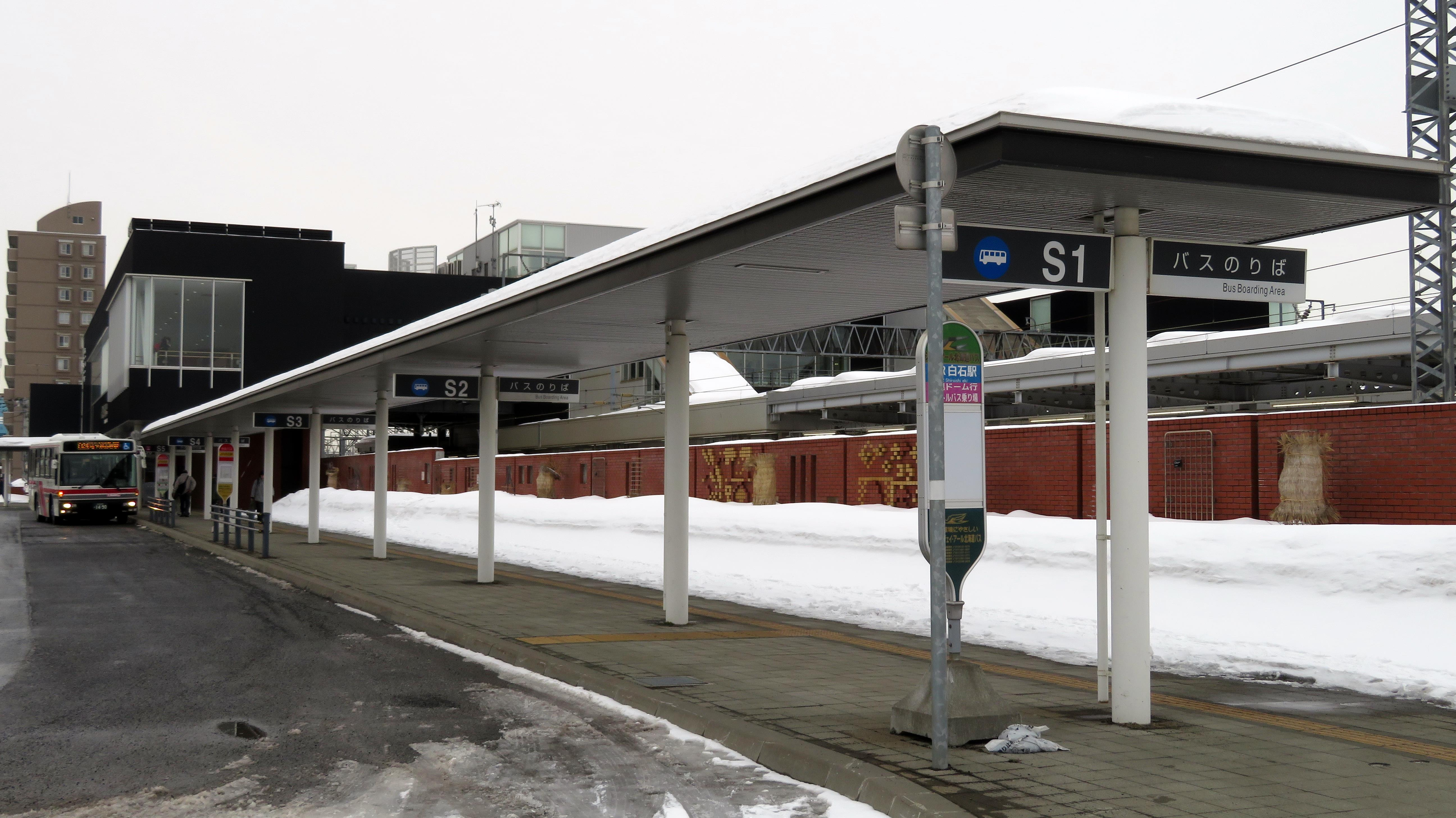
南口バスのりば

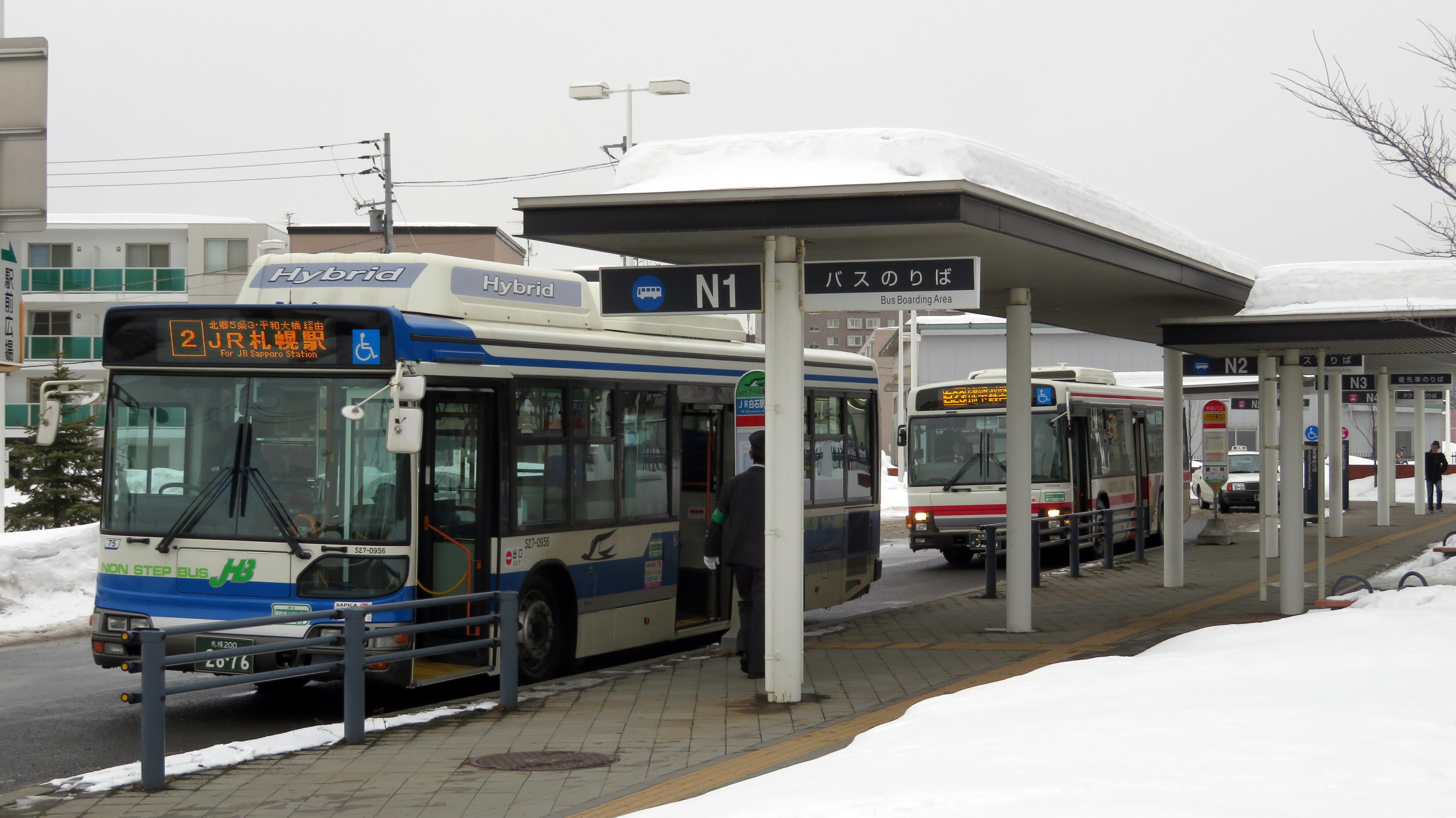
北口バスのりば

かつては南口のみ停留所が設けられていたが、2008年（平成20年）12月17日より駅北口のバスのりばの利用が開始された。

### 南口発着路線
停留所名は「JR白石駅」。
- 北海道中央バス
  - 白24 川下線：白石営業所行・白陵高校行・地下鉄白石駅行
  - 澄78 澄川白石線：澄川駅前行
- ジェイ・アール北海道バス
  - 札幌ドームシャトルバス：札幌ドーム行（大規模イベント開催時のみ運行）

### 北口発着路線
停留所名は「JR白石駅北口」。
- 北海道中央バス
  - 白23 北郷線：白石営業所行・白陵高校行・地下鉄白石駅行
- ジェイ・アール北海道バス
  - 2 北郷線：JR札幌駅行

## その他
- JRの当駅発着の切符は、券面に（函）白石と印字される（200 kmを超える切符は除く。特定都区市内参照）。「（函）」は函館本線の略号。JRには熊本県と宮城県にそれぞれ同名の駅があり、それらと区別するためである。
- 函館本線江別・岩見沢方面の列車と千歳方面の列車との乗り継ぎに伴う運賃制度の特例として、当駅を通過する快速・特別快速・区間快速「エアポート」および特急列車に乗車の場合に限り、当駅と札幌駅間の区間外乗車が認められている。ただし、同区間での途中下車はできない。

## 隣の駅
北海道旅客鉄道（JR北海道）
■函館本線
苗穂駅 (H02) - 白石駅 (H03) - （貨）札幌貨物ターミナル駅 - 厚別駅 (A04)
■千歳線（当駅 - 札幌駅間は函館本線）

平和駅 (H04) - 白石駅 (H03) - 苗穂駅 (H02)

### かつて存在した路線
日本国有鉄道（国鉄）
函館本線（貨物支線）
白石駅 - 東札幌駅
定山渓鉄道
定山渓鉄道線
白石駅 - 東札幌駅